# デジスター
デジスター（でじすたー、Digistar）はアメリカのエバンス・アンド・サザランド社が販売しているデジタルプラネタリウム。最初の機種はベクトル式で描画した白黒映像を魚眼レンズを用いてプラネタリウムのドームスクリーンに投影する方式。面を表現できないのでワーヤーフレームで描いていた。
その後ワークステーションを使ったDigistar II、カラーでラスタースキャン方式で描画するDigistar 3に続く。
デジスターの利用者間でユーザーグループen:Digistar Users Groupを形成している。